# Telakkakatu
Telakkakatu (finnois : Rue du chantier naval) est une rue du quartier Punavuori d'Helsinki en Finlande.

## Présentation
Telakkakatu est une rue orientée nord-sud et située principalement dans le quartier de Punavuori. 
La rue Telakkakatu part d'Eiranranta et se termine a proximité de Hietalahti, à l'intersection de Punavuorenkatu, où elle est prolongée par Hietalahdenranta.

## Lieux et monuments
- Siège de l'agence européenne des produits chimiques (2020)
- Mestaritalo (1898)
- Merikortteli (1919)
- Nosturi (1958–2020)
- Melior, Telakkakatu 1

## Galerie

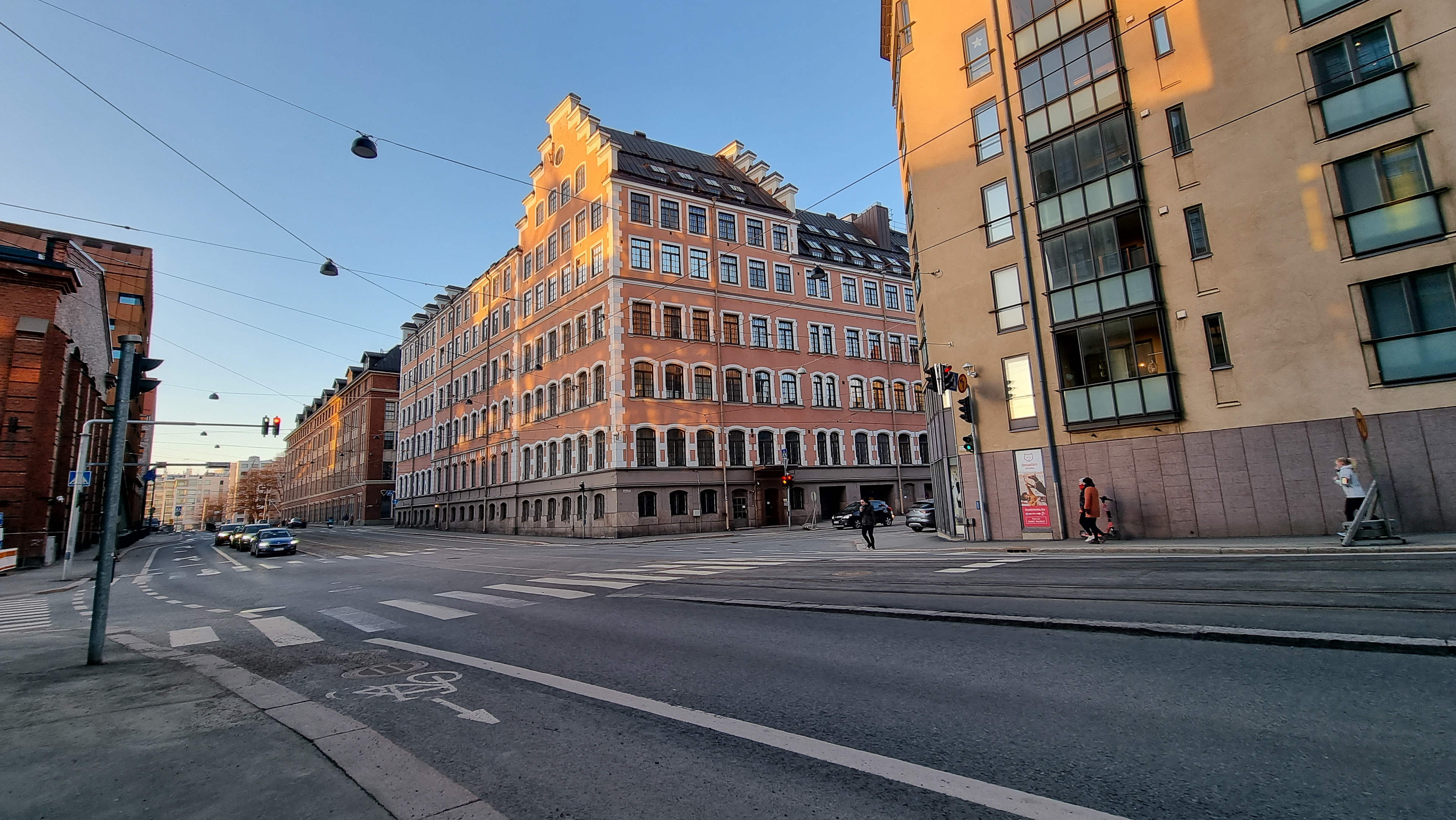
Croisement des rues Telakkakatu et Tehtaankatu .
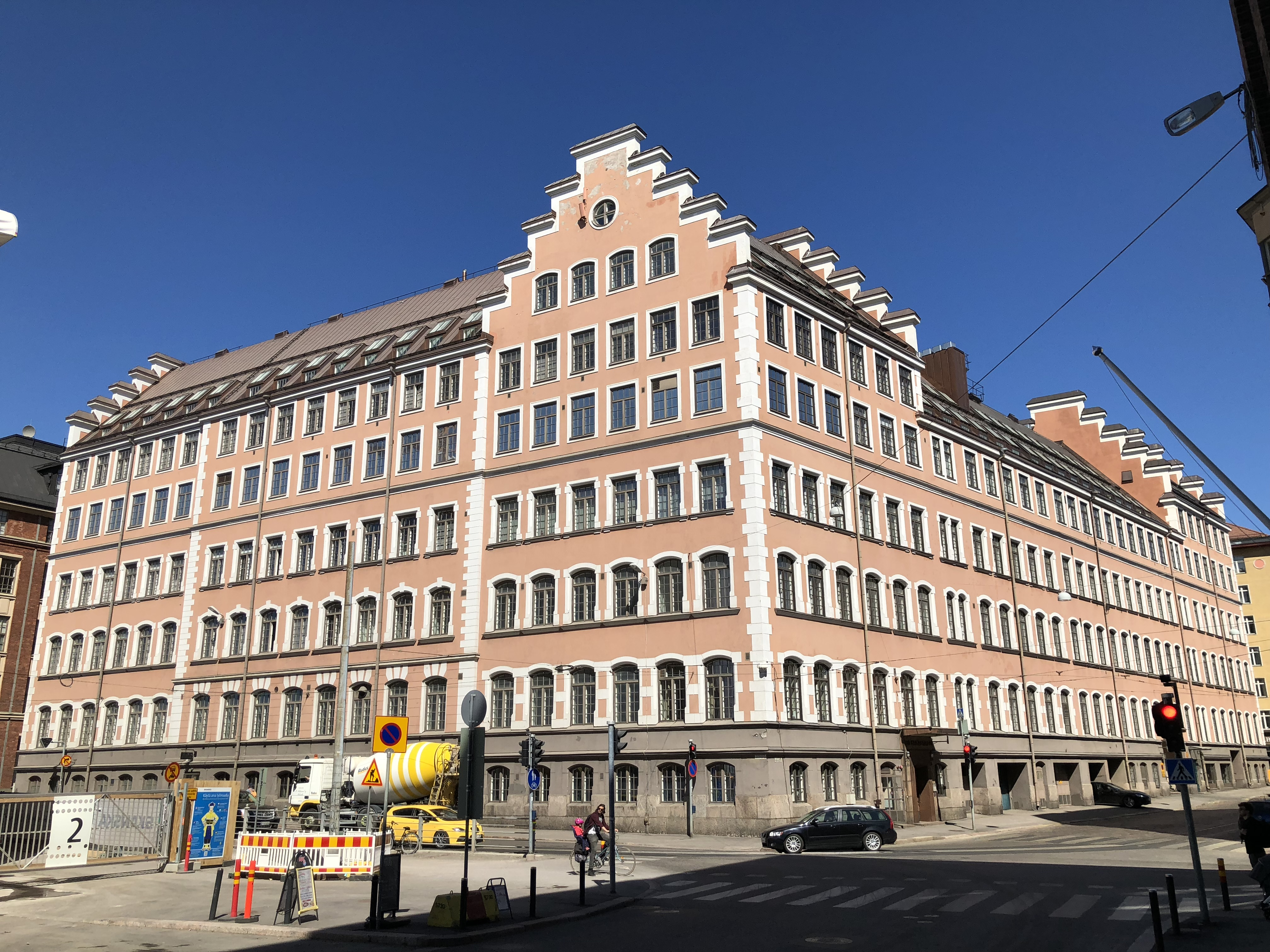
Mestaritalo.
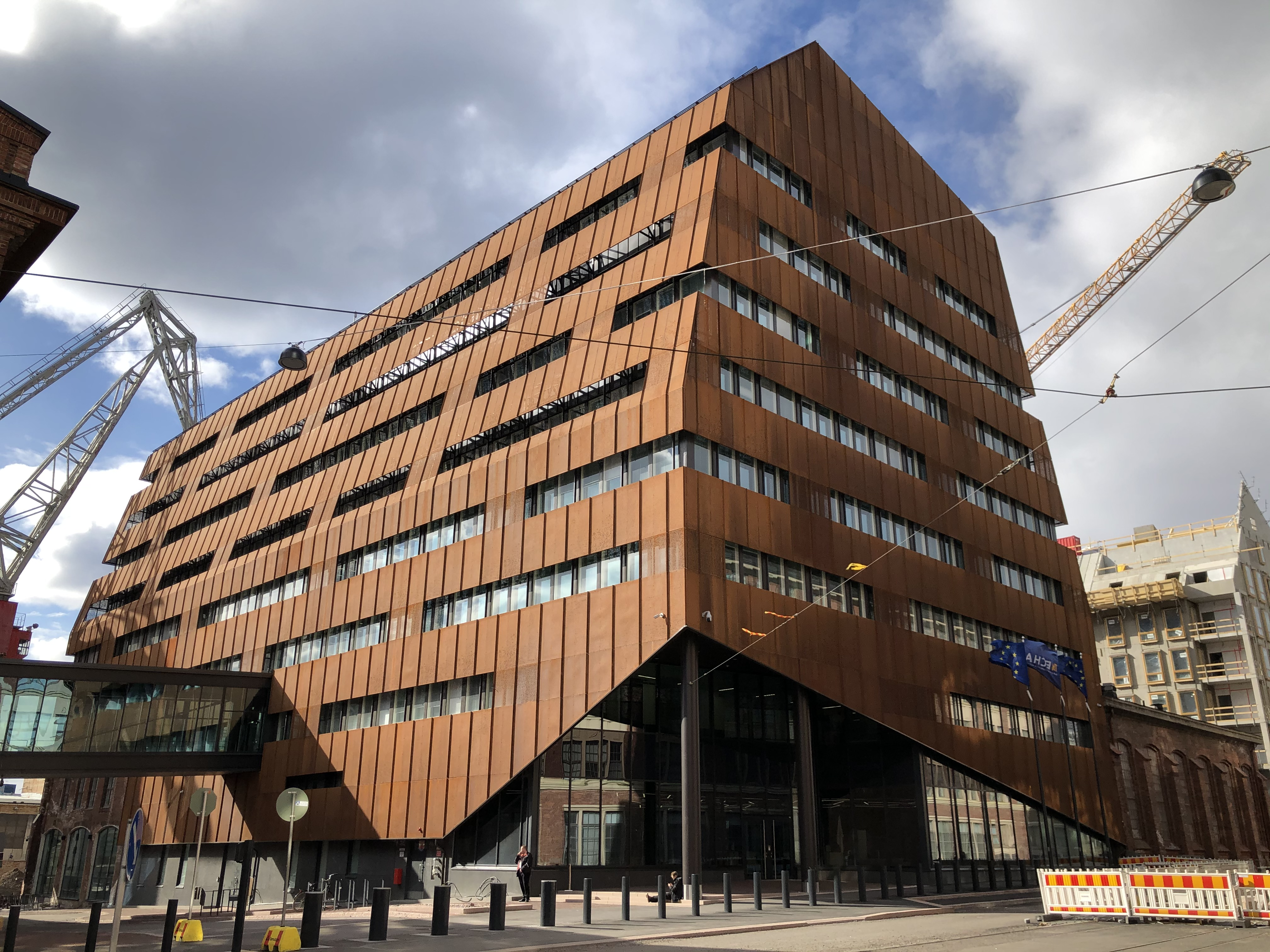
agence européenne des produits chimiques.
Arrêt du tramway 6 dans Telakkakatu.